# ジェリー・ライアン
ジェリー・ライアン（Jeri Lynn Ryan 本名：Jeri Lynn Zimmermann 1968年2月22日 - ）は、アメリカ合衆国の女優。代表作は『スタートレック:ヴォイジャー』『スタートレック:ピカード』における、元ボーグのセブン・オブ・ナイン。

## 人物
西ドイツ（当時）のミュンヘンに生まれた。父はアメリカ合衆国軍勤務、母はソーシャルワーカー。また、マークという兄がいる。父親の勤務のため、カンザス州、メリーランド州、ハワイ州、ジョージア州、テキサス州の米軍基地を転々とした。彼女が11歳の時父親が退役し、ケンタッキー州パデューカに移り住んだ。1986年に高校を卒業し、ノースウェスタン大学に入学。
1989年、ミス・イリノイに選ばれ、1990年には水着部門でミス・アメリカの3位に選ばれた。1990年に Bachelor of Arts degree in Theatreを取得して大学を卒業した。

## 経歴
大学卒業後、ロサンゼルスに移り住み、俳優としての腕を磨いた。w:Who's the Boss?でデビューを果たしたあと、『メルローズ・プレイス』、 Matlock,『超感覚刑事ザ・センチネル』と言ったテレビ番組へのゲスト出演や Co-Ed Call Girlといったテレビ映画へ出演していった。
『ダークスカイ』で宇宙からやってきた調査官ジュリエット・スチュアートを演じた。このドラマは1シーズンで打ち切られるが、彼女にとって大きなブレイクのきっかけとなった。さらにその後の1997年、『スタートレック:ヴォイジャー』において、元ボーグの セブン・オブ・ナイン を演じることとなった。2001年に『スタートレック:ヴォイジャー』が終わった後、2004年まで『ボストン・パブリック』で、高校教師になるために弁護士をやめたいと思っているロニー・クックを演じた。プロデューサーのデビッド・E・ケリーは彼女のために具体的な脚本を書いていた。なお、同じプロデューサーが担当した『ボストン・リーガル』にもゲスト出演した。また、『SHARK カリスマ敏腕検察官』ではジェームズ・ウッズ演じるセバスチャン・スタークと反対のキャラクター、ジェシカ・デブリン地方検察官を演じたが、ストライキで打ち切りになって以降は出演していない。
近年は『恋は邪魔者』と言った映画へ出演してきた。インデペンデント映画 Men Cry Bullets やコメディ映画 The Last Manにも出演。
2005年秋には、テレビドラマ『The O.C.』でシャーロット・モーガンを演じた。
長女ジゼルの出産後、『LAW & ORDER:性犯罪特捜班』の2009年4月7日放送分で被告側弁護人を演じた。
2009年7月から第2シーズンが放送されたTNTのテレビドラマ 『レバレッジ 〜詐欺師たちの流儀 』でタラと言う女詐欺師の役を演じた。
2011年からは3シーズンにわたって『ボディ・オブ・プルーフ 死体の証言』でメインキャストのケイト・マーフィ役を演じた。

### 私生活
1991年、投資銀行に勤めるジャック・ライアン（w:Jack Ryan (politician)、後に政治家となる）と結婚。1994年に息子が生まれるが、1999年に離婚。ジャック・ライアンは2004年にイリノイ州の上院議員選挙に出馬するが、その際に2人の離婚調書が公開されてその内容がスキャンダルとなった（結果、ライアンは出馬を取りやめることを発表した。なお、この選挙で当選したのが、のちに第44代アメリカ合衆国大統領となるバラク・オバマだった）。2007年にフランス人シェフと再婚し、2008年に娘が生まれた。

## 出演作品

### 映画
| 公開年 | 邦題 原題                                      | 役名                 | 備考       |
| ------ | ---------------------------------------------- | -------------------- | ---------- |
| 1996   | コールガール/甘い罠 Co-ed Call Girl            | キンバリー           | テレビ映画 |
| 2000   | キッド Disney's The Kid                        |                      |            |
| 2000   | ドラキュリア Wes Craven Presents: Dracula 2000 | ヴァレリー・シャープ |            |
| 2003   | 恋は邪魔者 Down With Love                      |                      |            |
| 2005   | The Commuters                                  | Anne                 | TV映画     |
| 2010   | Mortal Kombat: Rebirth                         | Sonya Blade          |            |
| 2010   | Dead Lines                                     | Sophie Fyne          | TV映画     |
| 2010   | Secrets in the Walls                           | Rachel Easton        | TV映画     |

### テレビシリーズ
| 放映年    | 邦題 原題                                                  | 役名                       | 備考                                                 |
| --------- | ---------------------------------------------------------- | -------------------------- | ---------------------------------------------------- |
| 1996      | Dr.マーク・スローン Diagnosis Murder                       | メリッサ                   | エピソードMurder by the Book                         |
| 1997      | ダークスカイ Dark Skies                                    | ジュリエット・スチュアート | 8話出演                                              |
| 1997-2001 | スタートレック:ヴォイジャー Star Trek: Voyager             | セブン・オブ・ナイン       | 102話出演                                            |
| 1998-1999 | 超感覚刑事ザ・センチネル The Sentinel                      | アレクシス・バーンズ       | 2話出演                                              |
| 2001-2004 | ボストン・パブリック Boston Public                         | ロニー・クック             | 57話出演                                             |
| 2004-2011 | チャーリー・シーンのハーパー★ボーイズ Two and a Half Men   | シェリ                     | 3話出演                                              |
| 2005      | The O.C.                                                   | シャーロット・モーガン     | シーズン3に7話出演                                   |
| 2006      | ボストン・リーガル Boston Legal                            | コートニー・リース         | 2話出演                                              |
| 2006-2008 | SHARK カリスマ敏腕検察官 Shark                             | ジェシカ・デヴリン         | 38話出演                                             |
| 2009-2010 | LAW & ORDER:性犯罪特捜班 Law & Order: Special Victims Unit | パトリス                   | 3話出演                                              |
| 2009-2011 | レバレッジ 〜詐欺師たちの流儀 Leverage                     | タラ・コール               | 8話出演                                              |
| 2010      | サイク/名探偵はサイキック? Psych                           | キンバリー・フェニックス   | エピソードThe Head, the Tail, the Whole Damn Episode |
| 2011      | LAW & ORDER:犯罪心理捜査班 Law & Order: Criminal Intent    | ナオミ・ハローラン         | エピソードBoots on the Ground                        |
| 2011-2012 | ウェアハウス13 〜秘密の倉庫 事件ファイル〜 Warehouse 13    | アマンダ                   | 2話出演                                              |
| 2011-2013 | ボディ・オブ・プルーフ 死体の証言 Body of Proof            | ケイト・マーフィ           | 33話出演                                             |
| 2014      | Major Crimes 〜重大犯罪課 Major Crimes                     | リンダ・ロスマン           |                                                      |
| 2014      | HELIX -黒い遺伝子- Helix                                   | コンスタンス・サットン     | 2話出演                                              |
| 2014      | NCIS 〜ネイビー犯罪捜査班 NCIS                             | レベッカ・チェイス         |                                                      |
| 2015      | ARROW/アロー Arrow                                         | ジェシカ・ダンフォース     | 1話出演                                              |
| 2016-2017 | BOSCH/ボッシュ Bosch                                       | ヴェロニカ・アレン         | 8話出演                                              |
| 2020-2023 | スタートレック:ピカード Star Trek: Picard                  | セブン・オブ・ナイン       |                                                      |

### コンピュータゲーム
- Star Trek: Voyager – Elite Force (2000)
- Star Trek Online - セブン・オブ・ナイン役（2014年 - ）